# 렉스 벨
조지 프랜시스 벨담(George Francis Beldam, 1903년 10월 16일 ~ 1962년 7월 4일)는 미국의 정치인이자, 영화배우다. 제21대 네바다 부지사를 역임하였다.

## 생애
벨은 그의 경력 동안 주로 서부 영화에 출연했다. 그는 또한 클라라 보우가 주연한 1930년 영화 <True to the Navy>에 출연했다. 벨과 보우는 다음 해에 결혼했다. 벨은 나중에 네바다 공화당에서 정치에 참여했고, 1955년부터 1962년 사망할 때까지 네바다의 21번째 부지사였다. 그는 헨리 C. 데이비스에 이어 재임 중 사망한 두 번째 부지사였으며 2024년 기준 재임 중 사망한 가장 최근의 부지사이다.

## 경력
- 1955.01 ~ 1962.07 제21대 네바다 부지사

## 출연
- 어울리지 않는 사람들

## 역대 선거 결과
| 선거명      | 직책명                   | 대수 | 정당   | 득표율 | 득표수   | 결과 | 당락               |
| ----------- | ------------------------ | ---- | ------ | ------ | -------- | ---- | ------------------ |
| 1944년 선거 | 하원의원 (네바다 선거구) | 79대 | 공화당 | 36.91% | 19,096표 | 2위  | 낙선               |
| 1954년 선거 | 네바다 부지사            | 21대 | 공화당 | 59.77% | 46,715표 | 1위  | 네바다 부지사 당선 |
| 1958년 선거 | 네바다 부지사            | 21대 | 공화당 | 56.31% | 46,618표 | 1위  | 네바다 부지사 당선 |